# Tuolumne Grove Trail
Le Tuolumne Grove Trail est un sentier de randonnée américain situé dans la partie du parc national de Yosemite qui relève du comté de Tuolumne, en Californie. Il permet de visiter le Tuolumne Grove, un bosquet de séquoias géants qui comprend notamment le Dead Giant Tunnel Tree.

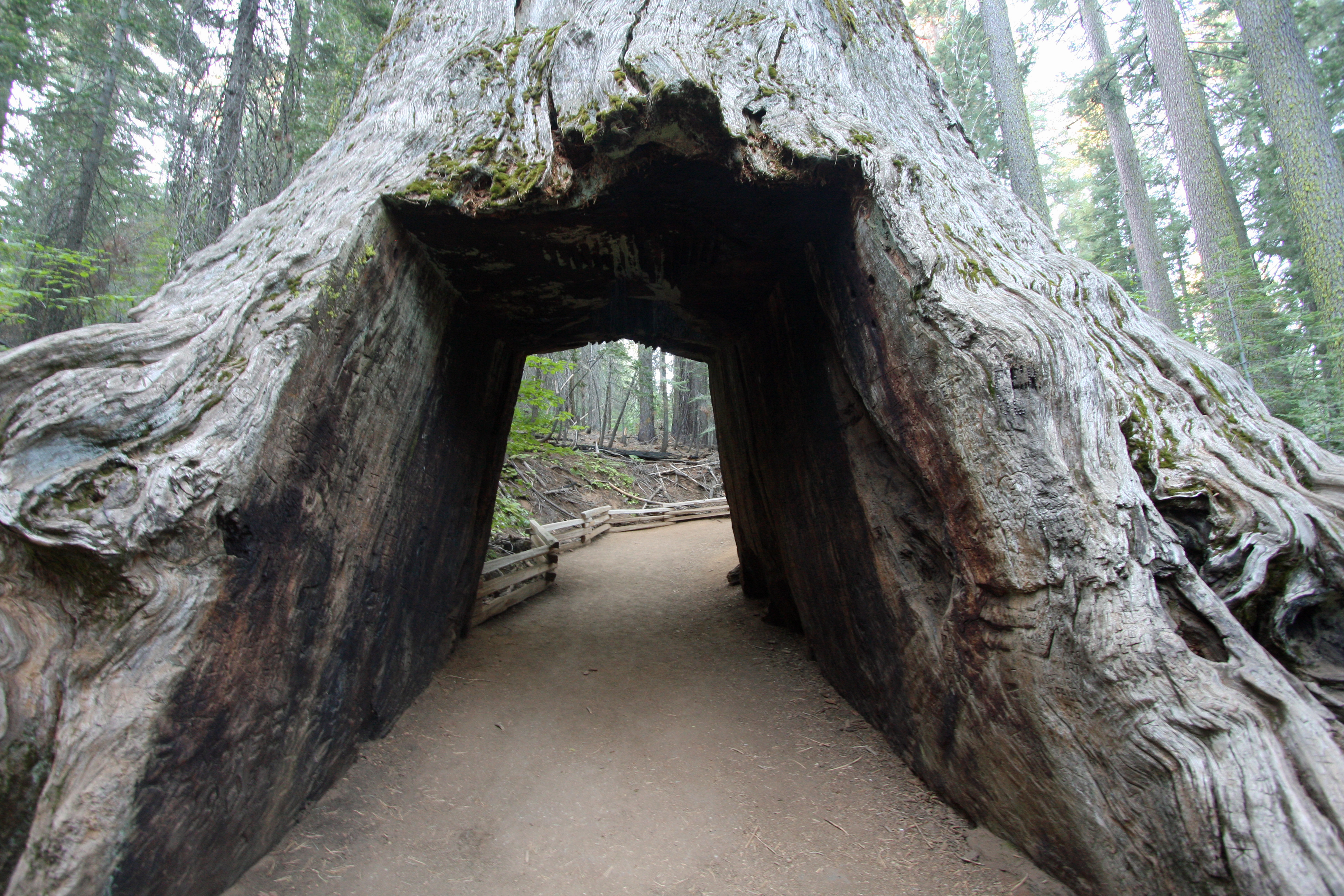
Le Dead Giant Tunnel Tree.